# Histoire immédiate (émission de télévision)
 (février 2025).
Motif : Notoriété encyclopédique de ce magazine diffusé dans le cadre d'une autre émission ?
- Archive Wikiwix
- Bing
- Cairn
- DuckDuckGo
- E. Universalis
- Gallica
- Google
- G. Books
- G. News
- G. Scholar
- Persée
- Qwant
- (zh) Baidu
- (ru) Yandex
- (wd) trouver des œuvres sur Wikidata

| 1. | Préciser le motif de la pose du bandeau. | Précisez le motif de la pose du bandeau en utilisant la syntaxe suivante : {{admissibilité à vérifier\|date=mai 2025\|motif=remplacez ce texte par le motif}}                                                    |
| 2. | Informer les utilisateurs concernés.     | Pensez à avertir le créateur de l'article, par exemple, en insérant le code ci-dessous sur sa page de discussion : {{subst:avertissement admissibilité à vérifier\|Histoire immédiate (émission de télévision)}} |

Pour l’article homonyme, voir Histoire immédiate.
Histoire immédiate est un magazine diffusé en première partie de soirée sur France 3 depuis le 7 septembre 2011 le lundi en première partie de soirée dans le cadre des Lundi en histoires.

## Présentation
Le magazine est composé d'un documentaire suivi d'un débat. Cette émission fait suite directe à Hors Série (même présentateur, même case, même principe).
Entre 2011 et 2013, l'émission est présentée le mercredi par Samuel Étienne qui anime ensuite un débat (plus rarement en 2012-2013). L'émission est alors diffusée un mercredi sur deux en alternance avec Des racines et des ailes, L'Ombre d'un doute ou Le Grand Tour.
Rentrée 2013, l'émission est désormais mensuelle, diffusée en première partie le lundi soir et est suivie d'un débat intégré au Grand Soir 3 et ainsi présenté par Louis Laforge.
Rentrée 2014, l'émission est désormais diffusée dans le cadre des Lundi en histoires, tout comme L'Ombre d'un doute, les Signé Mireille Dumas, les Hors Série ou encore les Docs Société.
Rentrée 2015, des débats sont désormais présentés par Carole Gaessler (également pour les numéros de Hors Série pour certains numéros).
Rentrée 2016, depuis le début du mois de septembre, la case est utilisée pour diffuser des films traitant de l'Histoire du XXe siècle.

## Liste des émissions

### 2011/2012
1. 7 septembre 2011 : Soirée 11-septembre : 11-Septembre au sommet de l'État américain puis Vol 77
2. 21 septembre 2011 : Claude et Georges Pompidou : l'amour au cœur du pouvoir
3. 12 octobre 2011 : La face cachée de Hiroshima
4. 16 novembre 2011 : La folle histoire des présidentielles
5. 30 novembre 2011 : Le Diable de la République : 40 ans de Front national
6. 14 décembre 2011 : Louis Renault et André Citroën, la course du siècle
7. 25 janvier 2012 : Bon pour le service militaire
8. 22 février 2012 : La maladie du pouvoir
9. 14 mars 2012 : Dénoncer sous l'occupation
10. 30 avril 2012 : Spécial al-Qaïda : La mystérieuse traque de Ben Laden
11. 6 juin 2012 : Soirée Seconde Guerre mondiale : Mussolini-Hitler, l'opéra des assassins puis Bir Hakeim 1942, quand la France renaît

### 2012/2013
12. 5 septembre 2012 : Quand nous étions écoliers !
13. 24 octobre 2012 : Soirée US : Obama, l'homme qui voulait changer le monde
14. 21 novembre 2012 : Soirée Politique Française : Mitterrand contre de Gaulle puis Giscard, l'homme blessé
15. 19 décembre 2012 : Détruisez Paris
16. 20 février 2013 : Soirée guerre du XXe siècle : Aventure en Indochine 1946-1954 puis Putains de guerre
17. 6 mars 2013 : Affaire Merah : itinéraire d'un tueur
18. 11 mars 2013 : Nos printemps 70 (exceptionnellement un lundi)
19. 20 mars 2013 : DSK, l'homme qui voulait tout
20. 8 mai 2013 : Soirée Sarkozy, un an après : Sarkozy, secrets d'une présidence puis La droite a-t-elle tué Sarkozy ?
21. 22 mai 2013 : Soirée Les révolutions du monde arabe : Printemps arabes, la confiscation puis La confrérie, enquête sur les frères musulmans

### 2013/2014
22. 28 octobre 2013 : La France en face
23. 2 décembre 2013 : Paris, années folles : de Montmartre à Montparnasse
24. 20 janvier 2014 : La France en face, le scandale du logement
25. 10 février 2014 : Collaborations
26. 7 avril 2014 : Soirée François Hollande : Moi, Président... : Que se passe-t-il dans la tête de François Hollande ? puis François Hollande et nous
27. 12 mai 2014 : La Guerre en France : La France sous les bombes alliées puis Résistants/Collabos, une lutte à mort
28. 26 mai 2014 : Les Français du Jour J
29. 2 juin 2014 : Fric et Politique : Qui veut la peau de Bernard Tapie ? puis Jérôme Cahuzac, l'homme qui ne savait pas mentir

### 2014/2015
30. 29 septembre 2014 : Ravis par Marine (Le Pen)
31. 13 octobre 2014 : Elles étaient en guerre (1914-1918) suivi de Quand la grande guerre rend fou
32. 20 octobre 2014 : Winston Churchill, un géant dans le siècle
33. 24 novembre 2014 : Monaco, le rocher était presque parfait
34. 8 décembre 2014 : French Connection suivi de Mafieux mais patriotes (1935-1945)
35. 15 décembre 2014 :  La guerre des ondes
36. 12 janvier 2015 : 1945, France année zéro suivi de Quand la France occupait l'Allemagne
37. 16 février 2015 : de Gaulle 1940-1944, l'homme du destin
38. 2 mars 2015 : Une division SS en France, Das Reich suivi de Le combattant de la paix, Benjamin Ferencz
39. 13 avril 2015 : Manuel Valls : le matador suivi de Mon père, ce Ayrault
40. 27 avril 2015 : Après la guerre, la guerre continue : 1945-1950
41. 25 mai 2015 : Elles étaient en guerre (1939-1945) suivi de Résistantes
42. 15 juin 2015 : Ségolène Royal, la femme qui n'était pas un homme suivi de L'Intérieur au cœur de la crise

### 2015/2016
43. 14 septembre 2015 : Versailles, rois, princesses et présidents suivi de Le Val de Grâce, l'hôpital de la République
44. 28 septembre 2015 : A l’Elysée, un temps de président (débat)
45. 26 octobre 2015 : Résistances, héros de la première heure
46. 7 décembre 2015 : Destins secrets d'étoiles ; Grace, Jackie, Liz, Marilyn...
47. 14 décembre 2015 : Chirac, la Bio
48. 4 janvier 2016 : Soirée spéciale Attentats : Au cœur du pouvoir, suivi de Les visages de la terreur
49. 11 janvier 2016 : François Mitterrand, albums de familles
50. 8 février 2016 : Soirée Elisabeth II : Elizabeth II, la révolution d'une reine suivi de Le mari de la Reine, l'inconnu de Buckingam
51. 15 février 2016 : Moi, Juan Carlos, roi d'Espagne (débat : Quel avenir pour les monarchies en Europe ?)
52. 29 février 2016 : T4, un médecin sous le nazisme
53. 2 mai 2016 : Les champions d'Hitler
54. 14 mai 2016 : Vichy, la mémoire empoisonnée suivi de Au nom de l'ordre et de la morale

### 2016/2017
55. 3 octobre 2016 : Alain Juppé le ressuscité
56. 10 octobre 2016 : Sarkozy, l'homme qui courait plus vite que son ombre suivi de NKM, la singulière
57. 17 octobre 2016 : Opération Elysée (1) : y a-t-il un président pour sauver la France ? suivi de Fillon, la dernière course
58. 24 octobre 2016 : Bruno Le Maire, l'étoffe du héros ? suivi de L'ambition contrariée de Jean-François Copé suivi de Hillary Clinton - La femme à abattre
59. 7 novembre 2016 : En mer contre Daesh, chronique d'une guerre depuis la mer suivi de Des français face à la radicalisation
60. 14 novembre 2016 : Attentats : les urgences en première ligne suivi de Opération Elysée (2) : dernière ligne droite avant la primaire
61. 21 novembre 2016 : Emmanuel Macron, la stratégie du météore
62. 16 janvier 2017 : Marine Le Pen, la dernière marche suivi de Opération Elysée (3) : la guerre des roses
63. 23 janvier 2017 : Le monde sous les bombes alliés, la 2nde guerre mondiale, de Guernica à Hiroshima suivi de Bachar, moi ou le chaos
64. 30 janvier 2017 : Jean-Luc Mélenchon, l'homme qui avance à contre-courant suivi de Mariage pour tous, le grand divorce
65. 23 février 2017 : Opération Elysée (4) : la guerre des nerfs (exceptionnellement un jeudi)
66. 13 mars 2017 : François Hollande, le mal-aimé suivi de Opération Elysée (5) : tout peut arriver
67. 27 mars 2017 : De Gaulle, le dernier roi de France suivi de Élysée, la solitude du pouvoir (1)
68. 3 avril 2017 : Giscard, de vous à moi : les confidences d'un président suivi de Élysée, la solitude du pouvoir (2)
69. 8 mai 2017 : Ainsi soit Macron
70. 26 juin 2017 : Conversations avec Mr Poutine (1 à 4/4) (débat présenté par Carole Gaessler)
71. 23 août 2017 : Lady Diana, la femme qui s'était trompée de vie

### 2017/2018
72. 20 septembre 2017 : Hitler et Churchill : le combat de l'aigle et du lion
73. 18 octobre 2017 : 1917, il était une fois la révolution suivi de 1917, «La Fayette nous voilà !»
74. 4 avril 2018 : Dans la tête des SS
75. 30 avril 2018 : 68 : sous les pavés... les flics suivi de 68, la grève du siècle (faux direct présenté par Emilie Tran Nguyen et Djamel Mazi)
76. 7 mai 2018 : Macron président, la fin de l'innocence (débat : Président selon Macron présenté par Francis Letellier)
77. 9 mai 2018 : 39-45 : la guerre des enfants
78. 23 mai 2018 : De Gaulle et Pompidou, jusqu'à la rupture suivi de Soixante-huitards de droite
79. 13 juin 2018 : Brigitte Macron, un roman français
80. 27 juin 2018 : Simone Veil, albums de famille suivi de Simone Veil, une histoire française

### 2018/2019
81. 19 septembre 2018 : La police de Vichy suivi de Ils ont libéré Paris
82. 8 octobre 2018 : Trump, le parrain de Manhattan (débat : Président selon Trump présenté par Francis Letellier)
83. 7 novembre 2018 : La guerre de tous les Français suivi de Les oubliés de la Victoire : l'odyssée des soldats d'Orient
84. 5 décembre 2018 : La malédiction de la Vologne (1 à 3/5) : 
La vallée des Corbeaux suivi de La bête et la belle suivi de Un bûcher pour la sorcière
85. 6 décembre 2018 : La malédiction de la Vologne (4 à 5/5) : 
Croisade pour Grégory suivi de Le crépuscule des secrets suivi du débat Affaire Grégory, saura-t-on un jour ? (présenté par Carole Gaessler)
86. 5 avril 2019 : Callas, Kennedy, Onassis : deux reines pour un roi
87. 8 mai 2019 : 39-45, les animaux dans la guerre
88. 12 juin 2019 France terres sauvages : la forêt suivi de Un siècle dans leur tête
89. 19 juin 2019 70 ans de JT, ce qui a changé

### 2019/2020
90. 2 septembre 2019 : 1939, la France entre en guerre
91. 7 octobre 2019 : Une si belle époque ! La France d'avant 1914 suivi de Les bandits tragiques : La bande à Bonnot
92. 11 novembre 2019 : Après la guerre, l'impossible oubli 1919-1920 suivi de Occuper l'Allemagne ! 1918-1930
93. 1er juin 2020 : La saga du rail
94. 8 juin 2020 : L'exode suivi de 3 jours en juin

### 2020/2021
95. 16 novembre 2020 : De Gaulle bâtisseur
96. 7 juin 2021 : La ligne de démarcation, une France coupée en deux (1940-1943)
97. 21 juillet 2021 : L'odyssée des Jeux olympiques
98. 21 juillet 2021 : L'impératrice Michiko, la force du roseau

### 2021/2022
99. 6 septembre 2021 : Soirée 11-septembre : 11-Septembre, au coeur du chaos puis '11-Septembre, l'avertissement du commandant Massoud puis Massoud l'Afghan
100. 13 septembre 2021 Robert Badinter, la vie avant tout suivi de La guillotine, une invention bien française
101. 4 octobre 2021 Colonisation, une histoire française (1 à 3/3 - Conquérir à tout prix, 1830-1914 puis Fragile apogée, 1918-1931 puis Prémices d'un effondrement, 1931-1945)
102. 14 février 2022 Il était une fois l'amour à la française (1 à 3/3 - Les premiers pas, 1789-1914 puis Pour le meilleur et pour le pire, 1914-1956 puis Désir et consentement, 1956-Aujourd'hui)
103. 7 mars 2022 Le siècle des couturières
104. 6 avril 2022 Il était une fois Marseille
105. 4 mai 2022 La grande histoire de la Bretagne
106. 9 mai 2022 Hitler-Staline, le choc des tyrans suivi de Guerre des sables, le Reich en échec
107. 17 juin 2022 Quand la télé prend l'air
108. 27 juin 2022 Dans les bals populaires
109. 17 août 2022 Les aventuriers du match perdu

### 2022/2023
110. 7 septembre 2022 L'épopée des vignerons
111. 10 mai 2023 La France de l'après-guerre (1-2) - Sortir de la guerre (1944-1953) suivi de La France de l'après-guerre (2-2) - Les rêves fragiles (1953-1962)
112. 24 mai 2023 Nice, une histoire de carnaval
113. 28 juin 2023 Tour de France, une passion française suivi de Tour de France : le documentaire

### 2023/2024
114. 8 novembre 2023 Alsace, dans la tourmente de l'Histoire
115. 3 décembre 2023 De Verdun aux plages du Débarquement, qu'a-t-on fait des lieux de guerre ?
116. 28 février 2024 La traque des nazis - Le dernier combat
117. 13 mars 2024 Les héros du patrimoine - Des forteresses aux bunkers, un héritage militaire contrasté !
118. 27 mars 2024 Georges Pompidou, la cruauté du pouvoir
119. 27 mars 2024 Les années R5
120. 6 mai 2024 Les fantômes du Tonkin
121. 7 mai 2024 Hollywood Normandie, histoire d'un débarquement
122. 9 mai 2024 Indochine, une guerre oubliée
123. 15 mai 2024 Et Dieu créa la Côte d'Azur
124. 15 mai 2024 Le mur de l'Atlantique, une forteresse au service de l'ennemi